# Chiesa di San Pancrazio (Racines)
La chiesa di San Pancrazio (in tedesco Kirche St. Pankraz) è la parrocchiale di Mareta (Mareit), frazione di Racines (Ratschings), in provincia autonoma di Bolzano. Appartiene al decanato di Vipiteno della diocesi di Bolzano-Bressanone e risale al XVIII secolo.

## Storia

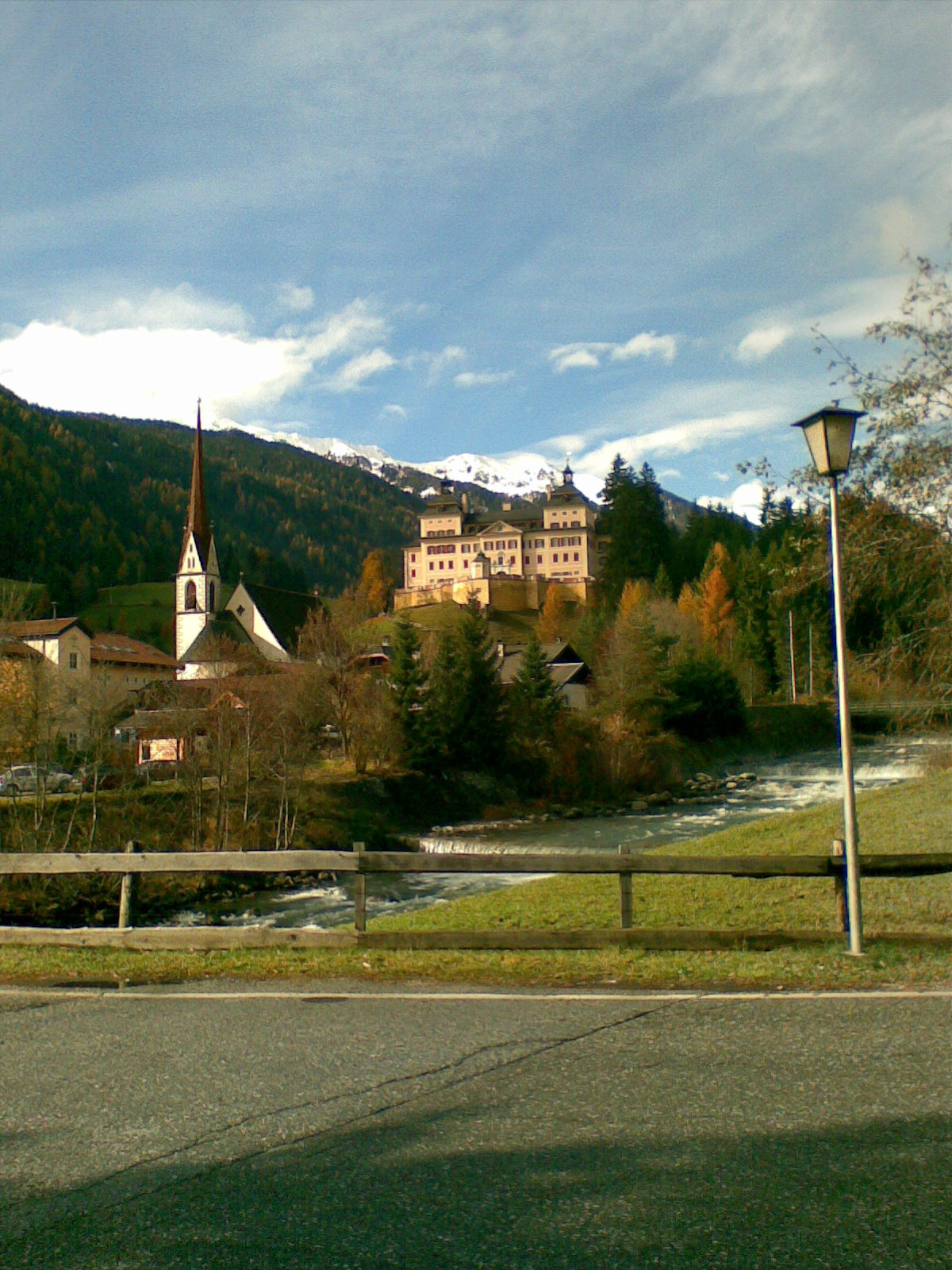
Rio Ridanna con la chiesa parrocchiale di San Pancrazio e Castel Wolfsthurn, a Mareta.

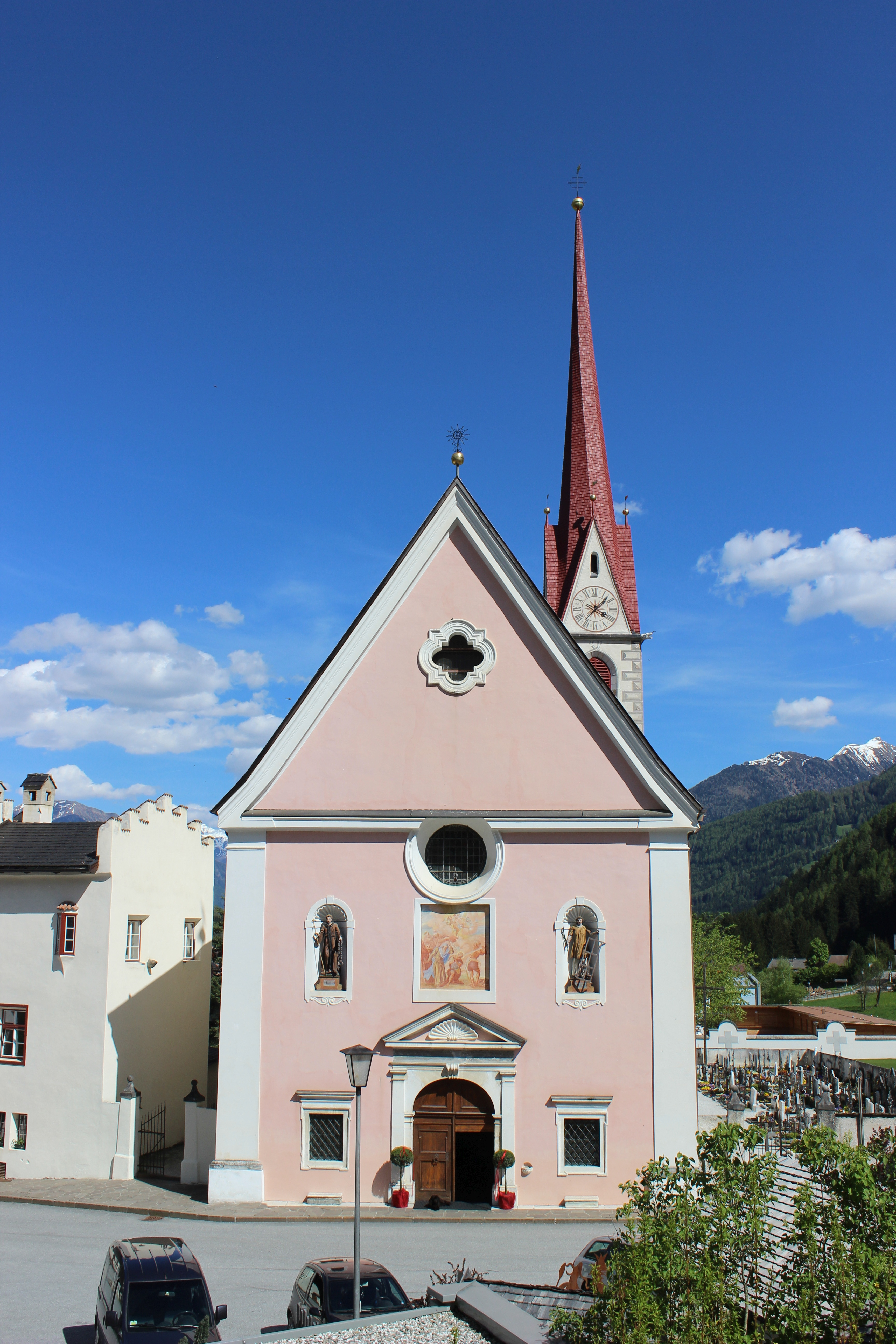
Facciata e campanile della chiesa.

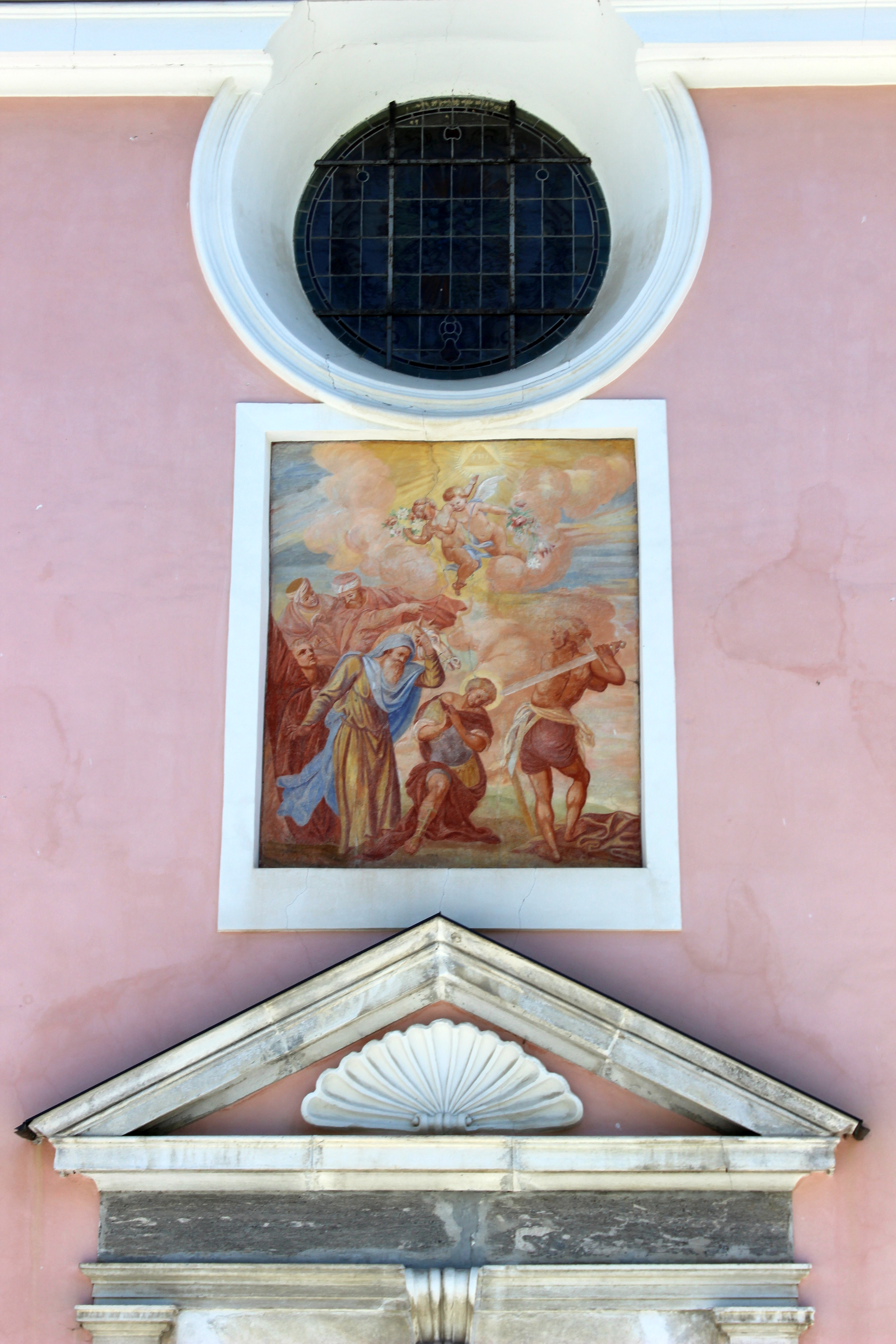
Affresco sulla facciata.

Le informazioni storiche sul luogo di culto non sono numerose ma sembra che abbia avuto la cura delle anime a partire dal 1768 e che nelle valli vicine fossero già affermati altri centri religiosi. La torre campanaria risulta tuttavia essere una delle più antiche del Tirolo, risalendo al XIV secolo e altre fonti citano la solenne consacrazione avvenuta già nel 1442. Il destino della parrocchiale è rimasto a lungo legato alle attività minerarie della Val Ridanna e quindi alle maestranze impiegate in tale lavoro.

## Descrizione

### Esterno
La chiesa parrocchiale della frazione di Mareta si trova nel centro abitato, sotto la mole di Castel Wolfsthurn. La struttura dal punto di vista architettonico risente di vari stili dovuti ai diversi interventi che ha subito nel tempo.
Il prospetto principale a capanna è caratterizzato da due lesene angolari che sorreggono un grande frontone triangolare separato dalla parte inferiore da una cornice marcapiano e dal colore leggermente rosato, diverso dal resto della struttura. Il portale di accesso è incorniciato da lesene che reggono un frontone meno acuto di quello della facciata ed è sormontato in asse da un grande affresco in cornice quadrata raffigurante una scena col titolare e da un oculo strombato. Ai lati, nella parte inferiore due finestrelle quadrate e, nella parte mediana, due nicchie con statue. La torre campanaria, posta in posizione laterale destra arretrata, ha la cella che si apre con quattro finestre a monofora e si conclude con una copertura apicale a piramide acuta. Sempre sulla destra si trova il cimitero della comunità e la piccola cappella cimiteriale.

### Interno
Gli interni sono particolarmente ricchi di decorazioni, anche con rilievi in oro. Sull'altare maggiore si trova lo stemma gentilizio della casata Sternbach, proprietaria del castello dal XVII secolo.